# حمد المزيني
حمد المزيني (10 يونيو 1945 -)، ممثل وكاتب سعودي. ولد في عنيزة، وشارك في العديد من المسلسلات منها: طاش ماطاش، وبيني وبينك، وغشمشم. بدأ مسيرته الفعلية بعام 1976.

## أعماله

### المسلسلا
- يا كد مالك خلف (1978).
- مقالب من الحياة (1979).
- اللي خذته المدينة (1979).
- رفاقة درب (1986).
- الأمل المفقود (1986).
- حمود ومحيميد- سهرة تلفزيونية (1987).
- الأستاذ موهوم - سهرة تلفزيونية (1992).
- أبيض وأسود - سهرة تلفزيونية (1992).
- الغربال (1993).
- لينة (1995).
- العائلة (؟)
- عائلة أبو رويشد (1998).
- طاش ما طاش 6 (1998).
- زمن المجد (1998).
- عودة الطيور (1999).
- طاش ما طاش 7 (1999).
- السحارة (1999).
- طاش ما طاش 8 (2000).
- شكراً يا (2000).
- المشهد الأخير (2000).
- عد واغلط (2001).
- المتقاعد (2002).
- خارطة أم راكان (2004).
- غشمشم 1 (2006).
- طاش ما طاش 14 (2006).
- بيوت نادمة (2006).
- أبو شلاخ البرمائي (2006).
- غشمشم 2 (2007).
- عقاب (2007).
- طاش ما طاش 15 (2007).
- بيني وبينك (2007).
- يا ناس يا هوه (2008).
- كلنا عيال قرية (ضيف شرف) (2008).
- قلب أبيض (2008).
- غشمشم 3 (2008).
- عقاب 2 (2008).
- عسى ما شر (2008).
- جاري يا حمودة (2008).
- بيني وبينك 2 (2008).
- المقطار (2008).
- أسوار 2 (2008).
- الساكنات في قلوبنا (2009).
- هوامير الصحراء (2009).
- غشمشم 4 (2009).
- طاش ما طاش 16 (2009).
- بيني وبينك 3 (2009).
- أحلام رابح (2009).
- أبجد هوز (2009).
- وش وشه (2010).
- غشمشم 5 (2010).
- طاش ما طاش 17 (2010).
- شيكات (2010).
- سكتم بكتم 1 (2010).
- بيني وبينك 4 (2010).
- أسوار 3 (2010).
- ماشي (2011).
- طاش ما طاش 18 (2011).
- سواق المعازيب (2011).
- سكتم بكتم 2 (2011).
- هشتقة (2012).
- نساء من زجاج (2012)
- من الآخر (2012)
- كلام الناس 1 (2012).
- طالع نازل (2012).
- شباب البومب (2012).
- سكتم بكتم 3 (2012).
- رن الجرس (2012) عبر قناة الريان.
- مضارب بني قرقاص (2012).
- هشتقه 2 (2013).
- شباب البومب 2 (2013).
- سكتم بكتم 4 (2013).
- الخطاف (2013).
- شباب البومب 3 (2014).
- خميس بن جمعة (2014).
- بنق (2014).
- شباب البومب 4 (2015).
- حصاد الزمن (2015).
- مستر كاش (2016).
- شباب البومب 5 (2016).
- سيلفي ج2 (2016).[2]
- سيلفي ج3 (2017).[3]
- سناب شاف (2017).
- عوض أباً عن جد (2018).
- العاصوف (2018).
- هايبر لوب (2019).
- العاصوف 2 (2019).[4]
- كلام الناس ج1 (2012).[5]
- إسعاف (2021).
- طاش العودة (2023).
- بنات الثانوي ج2 (2024).

### المسرحيات
- آخر المشوار (1976).
- المهابيل (1985).
- عودة حمود ومحيميد (1988).
- ولد الديرة (1989).
- قدر وحبر (2010).[6]
- وش أخبارك؟ (2019).[7]

### الأفلام
- حنين (2005).
- هدى (2009).
- شرابيك (2009).
- حكم نهائي (2010).
- أيام العسل (2010).[8]
- راعي الأجرب (2023).

## روابط خارجية
- حمد المزيني على موقع قاعدة بيانات الأفلام العربية